# Nemilkov (Velhartice)
Nemilkov je vesnice, část obce Velhartice v okrese Klatovy v Plzeňském kraji. Nachází se asi 1,5 kilometru západně od Velhartic. Prochází tudy železniční trať Horažďovice předměstí – Domažlice a silnice II/171. Nemilkov je také název katastrálního území o rozloze 6,74 km². V katastrálním území Nemilkov leží i Braníčkov a Tvrdoslav.

## Historie
První písemná zmínka o vesnici pochází z roku 1382.

## Přírodní poměry
Asi 800 metrů vzdušnou čarou jihovýchodně od nádraží mezi obloukem železniční tratě a silnicí č. 171 se nachází 300 let starý Nemilkovský dub. Další památný strom, zvaný Dub u Dvora, roste na jihovýchodním okraji Nemilkova v blízkém sousedství zámku.

## Obyvatelstvo
| Rok            | 1869 | 1880 | 1890 | 1900 | 1910 | 1921 | 1930 | 1950 | 1961 | 1970 | 1980 | 1991 | 2001 | 2011 | 2021 |
| -------------- | ---- | ---- | ---- | ---- | ---- | ---- | ---- | ---- | ---- | ---- | ---- | ---- | ---- | ---- | ---- |
| Počet obyvatel | 323  | 360  | 334  | 295  | 315  | 317  | 318  | 243  | 252  | 217  | 175  | 174  | 169  | 166  | 149  |
| Počet domů     | 37   | 40   | 39   | 38   | 38   | 40   | 43   | 60   | 71   | 50   | 44   | 45   | 52   | 53   | 52   |

## Obecní správa
Při sčítání lidu v letech 1850–1976 Nemilkov byl samostatnou obcí, se kterým patřil nejprve do okresu Sušice, ale v letech 1880–1930 v okrese Klatovy, posléze v roce 1950 znovu v okrese Sušice a od roku 1960 opět v okrese Klatovy. Od 30. dubna 1976 je částí obce Velhartice v okrese Klatovy. V letech 1850–1976 k obci patřily Braníčkov a Tvrdoslav.

## Doprava
Vesnicí vede silnice II/171. Severní částí katastrálního území vede železniční trať Horažďovice předměstí – Domažlice, na které se nachází stanice Nemilkov. Stanice se nachází 2,5 kilometru severozápadně od vesnice. V soutěži o nejkrásnější nádraží v ČR, pořádané asociací Entente Florale pod záštitou stálé komise pro rozvoj venkova Senátu Parlamentu České republiky, v roce 2012 postoupilo nemilkovské nádraží do nejužšího výběru 10 nejlépe hodnocených staničních budov v železniční síti Českých drah. Spolu s nádražím v Mnichovicích nakonec získalo titul Pohádkové nádraží.

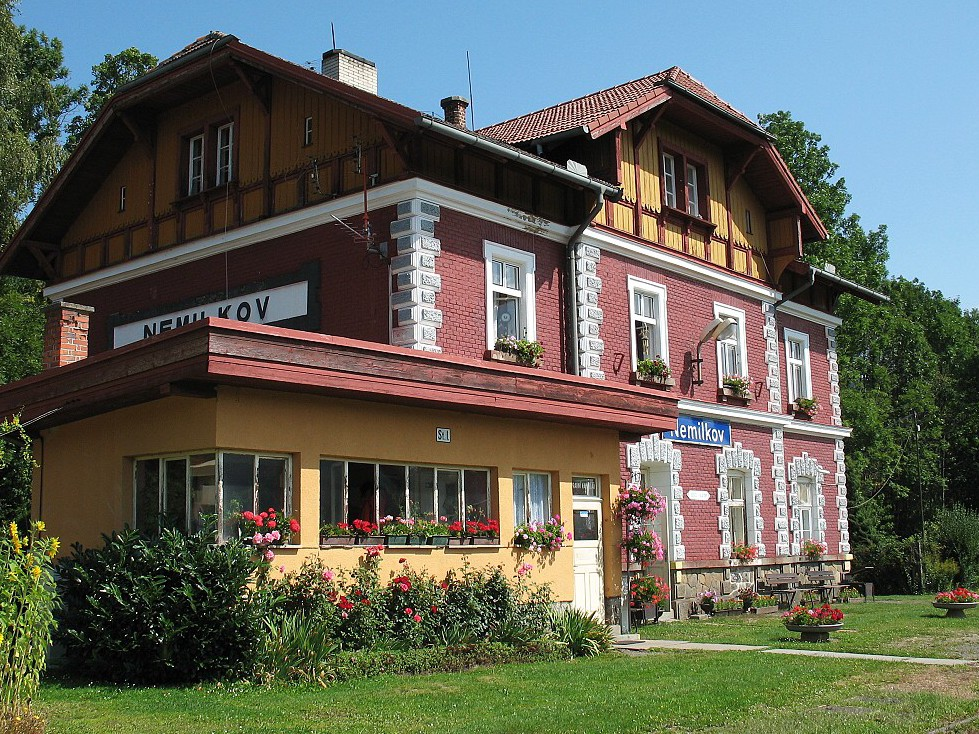
Nádraží v Nemilkově v srpnu roku 2012
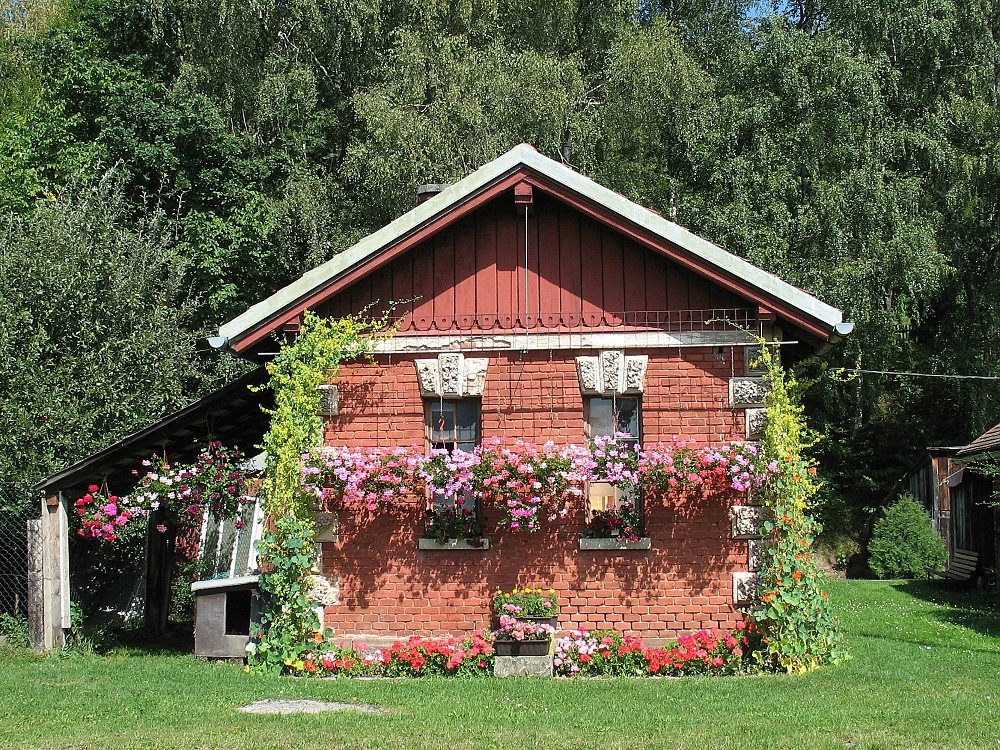
Pohádkově vyzdobený domek
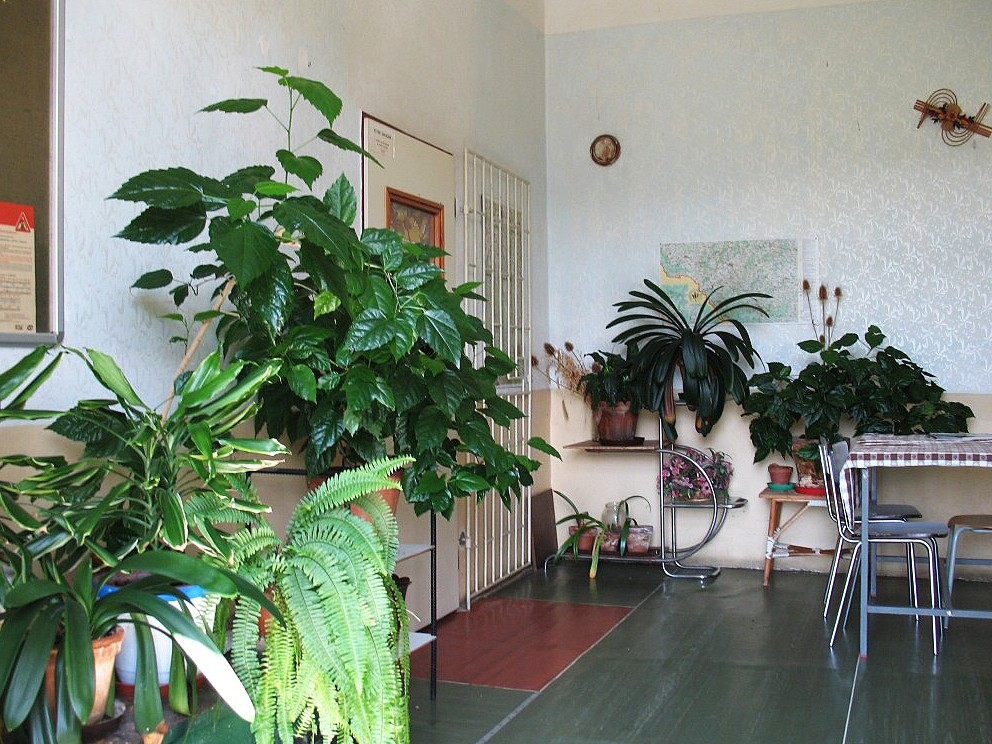
Interiér nádražní čekárny
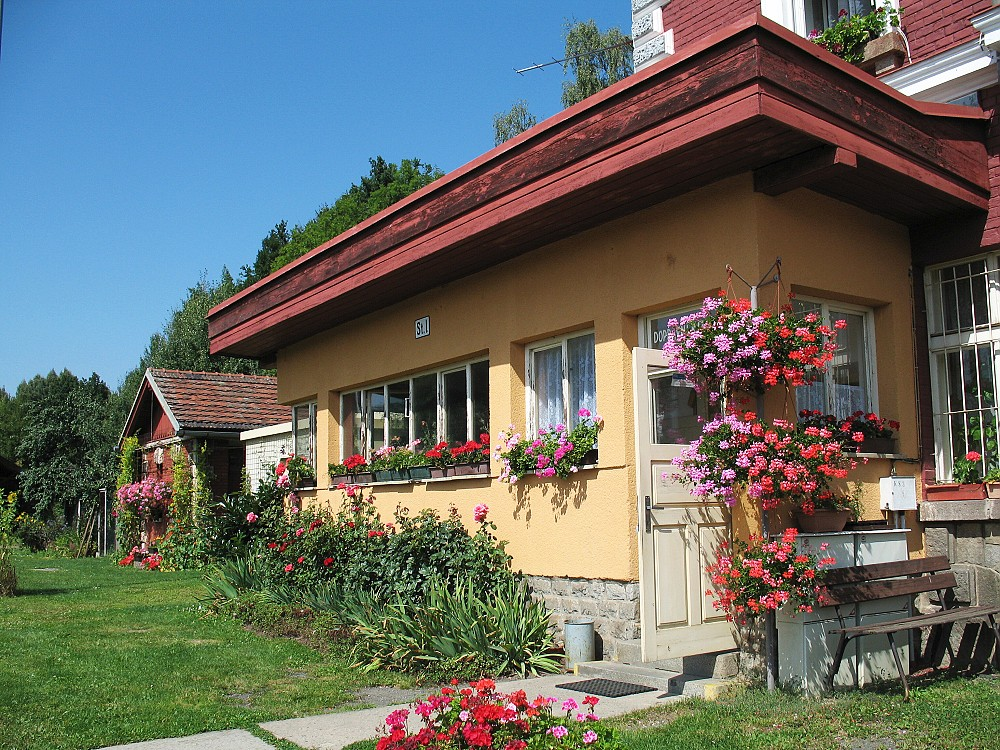
Květiny před dopravní kanceláří

## Pamětihodnosti
- Na jižním okraji obce se nachází zámek. Stojí na místě tvrze ze 14. století, která byla v 16. století přestavěna na renesanční zámek. Koncem 18. století byl objekt upraven v barokním slohu.[9] Poslední úpravy proběhly v 19. století v klasicistním duchu. Během komunismu byl objekt využíván jednotným zemědělským družstvem. V současné době je zámek v soukromém vlastnictví, prochází rekonstrukcí a po dohodě je přístupný veřejnosti.
- Boží muka
- Středem Nemilkova prochází severní hranice přírodního parku Kochánov.
- Kaplička

## Galerie

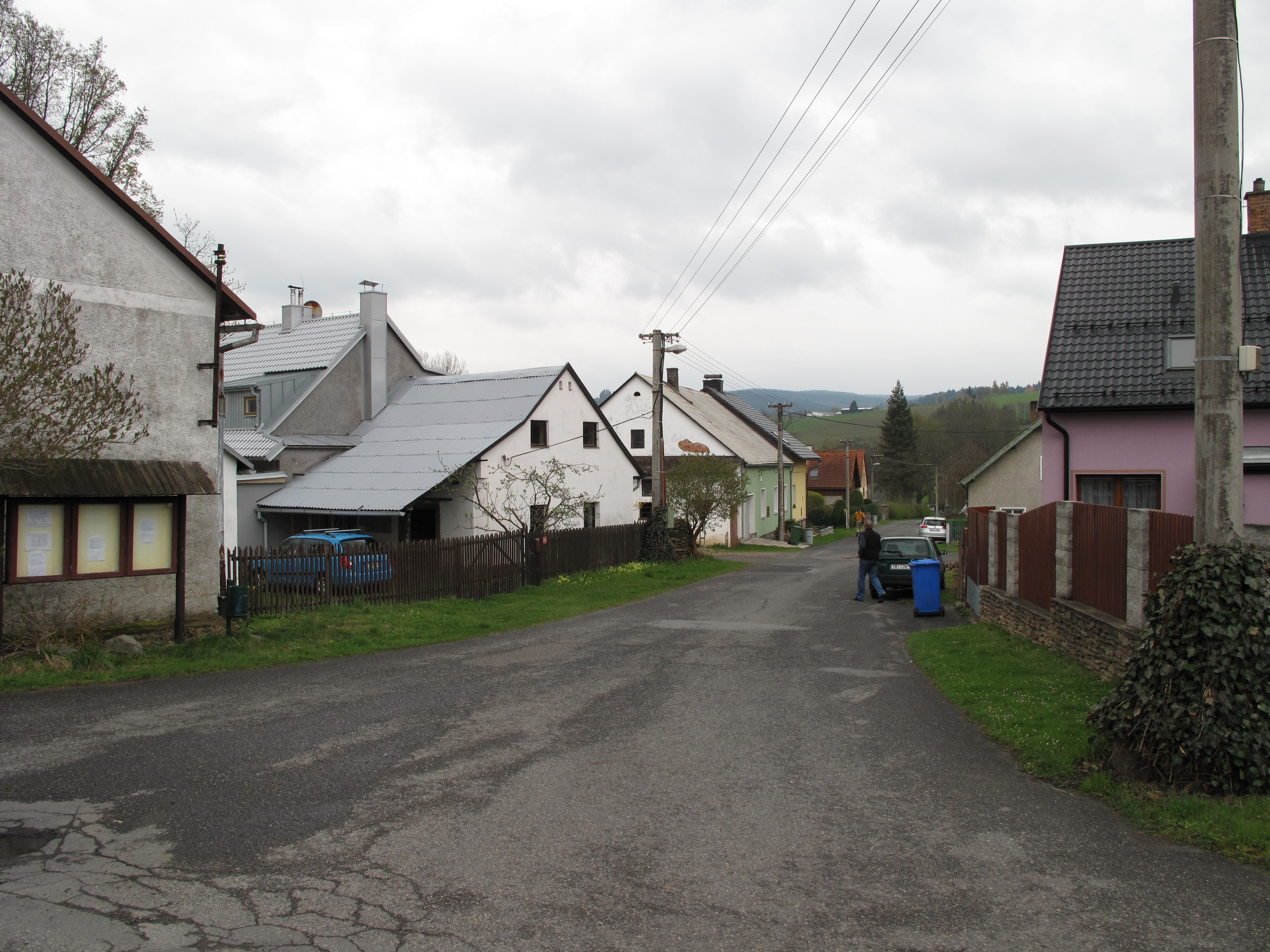
Střed obce
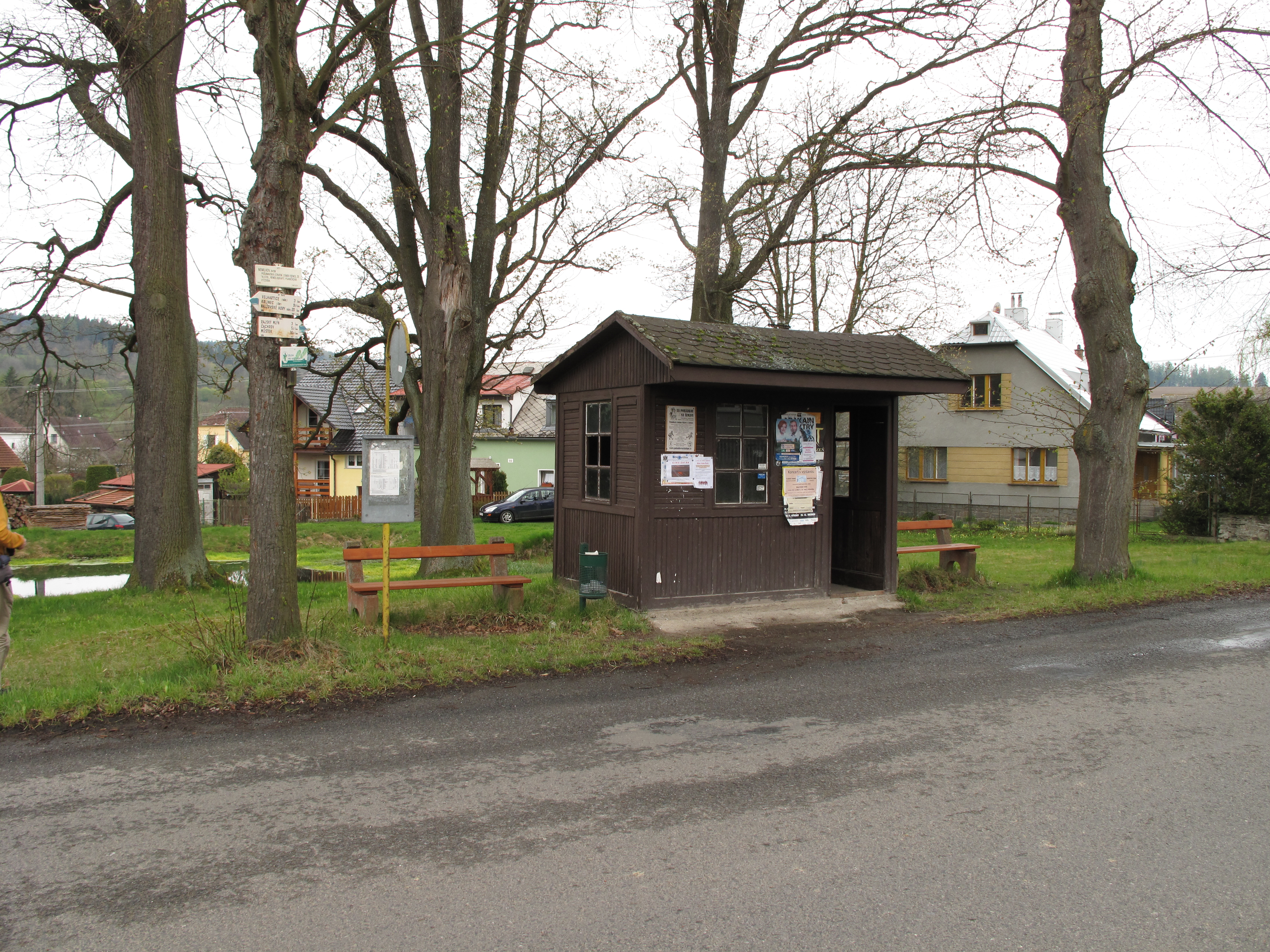
Autobusová zastávka
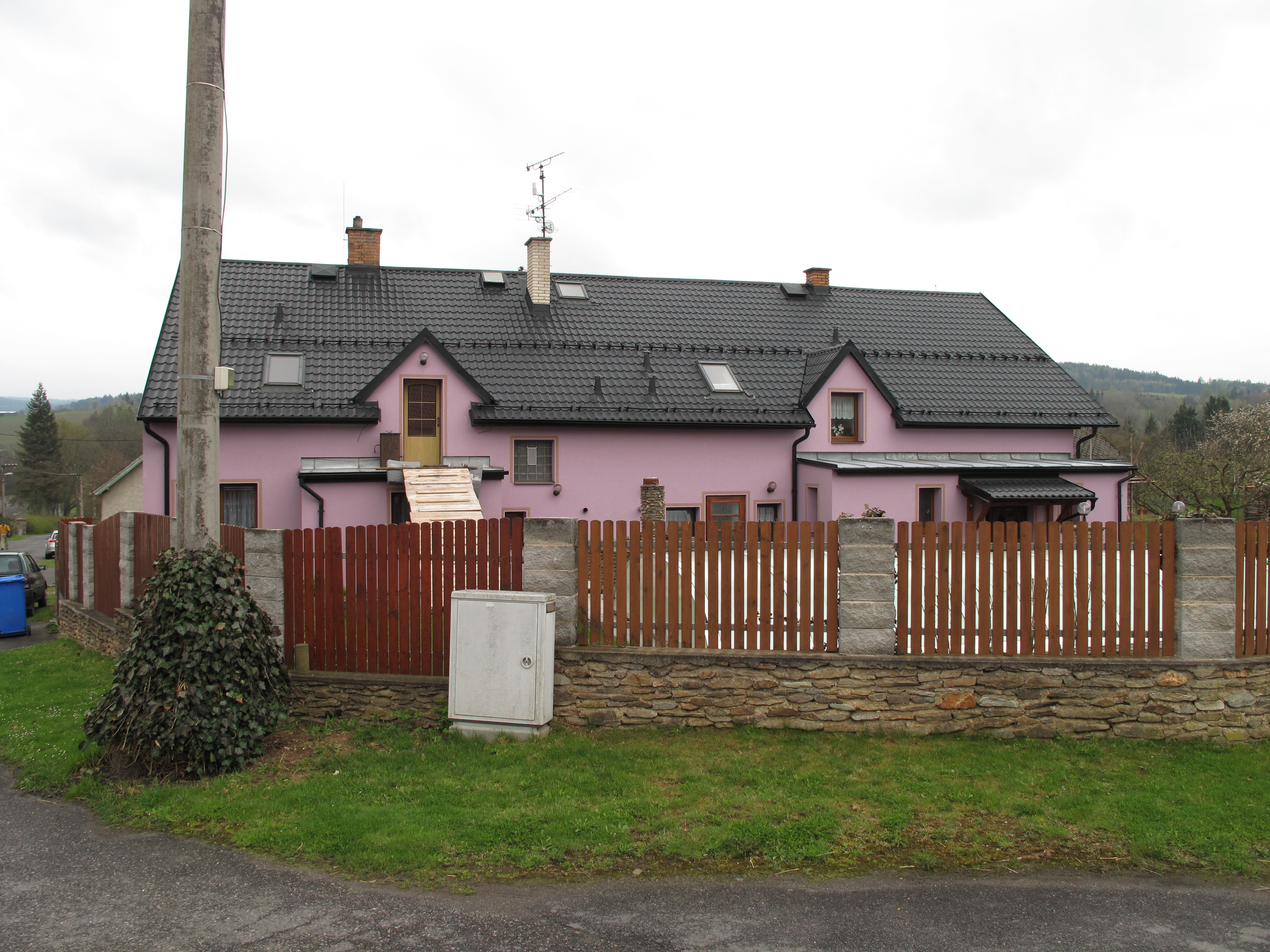
Místní dům
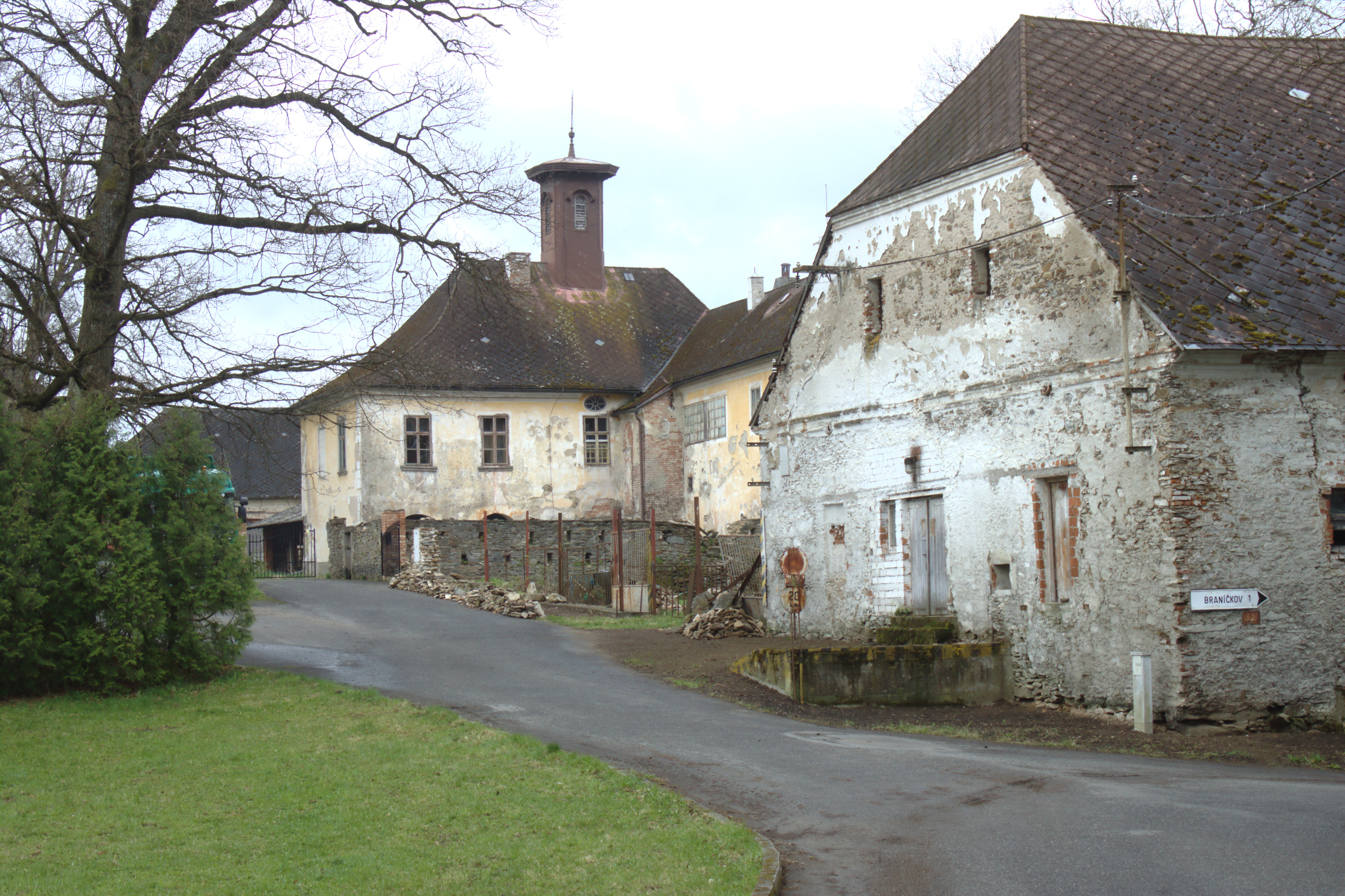
Mlýn